# 제니퍼 로디스

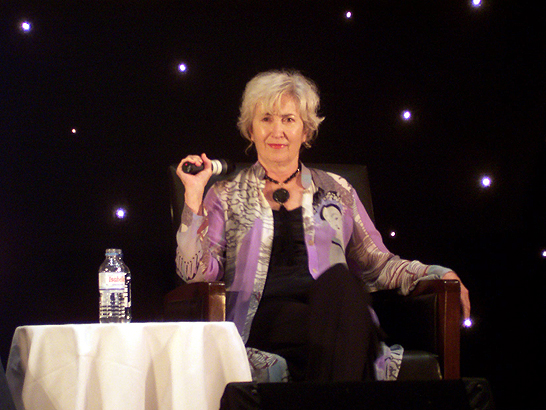

제니퍼 로즈(Jennifer Rhodes, 영어 발음: /roʊdz/, 1947년 8월 17일 ~ )는 미국의 배우이다.

## 출연 작품

### 영화
- 누명 2 (1992, Frame-Up II: The Cover-Up)
- 살인 인형 (1993, The Baby Doll Murders)
- 나이트 오브 데몬스 2 (1994)
- 나이트메어 시티 (1994, Killing Obsession)
- 스틸 웨이팅... (2009, Still Waiting...)
- 러브식 (2014, Lovesick)

### 텔레비전
- 내일은 스타 (1985)
- Knots Landing (1985-90)
- L.A. 로 (1987-88)
- 솔로몬 가족은 외계인 (1996)
- 참드 (1999-2006)
- 더 영 앤 더 레스트리스 (2008)